# Vezică urinară
Vezica urinară este un organ în formă de săculeț, parte componentă a sistemului excretor la vertebrate sinapside, în care urina este adunată din rinichi pentru eliberarea ei ulterioară la exteriorul organismului prin uretră. 
Vezica urinară a omului poate reține de la 250 până la 500 ml de lichid. De asemenea, aceasta după ce-și atinge cantitatea de lichid prestabilit (respectiv 500 ml în cazuri maxime, adică rezultant al unei acțiuni de ne eliminare din organism) poate provoca diferite boli cu țintă urinară/pentru căi urinare (cancer de prostată) dar și o eventuală spargere interioară care poate cauza probleme grave, chiar letale.